# Igor Presnyakov
Igor Presnyakov (russisch Игорь Витальевич Пресняков, Igor Witaljewitsch Presnjakow; * 8. Mai 1960 in Moskau) ist ein russischer Gitarrist, der ab 2007 durch seine Videos auf der Internetplattform YouTube bekannt wurde. Er hat in Moskau klassische Musik studiert und ging später in die Niederlande, um seine Karriere voranzutreiben.
Bekannt ist er vor allem für Bearbeitungen von Klassikern der Pop- und Rockmusik für akustische Gitarre, bei der er diese auch häufig als Percussionsunterstützung einsetzt. Teilweise singt er auch zu seinen Bearbeitungen. Dies hat ihm auf YouTube bisher über 500 Millionen Video-Aufrufe sowie mehr als 2,55 Millionen Abonnenten weltweit eingebracht (Stand: März 2022).
2012 machte er eine Tournee in den USA und 2014 in Deutschland. Im März 2015 machte er eine kurze Tour nach China.

## Karriere
In den späten 1970er Jahren war er Mitglied in verschiedenen Hard-Rock-Bands, in denen er hauptsächlich als Gitarrist und Sänger agierte.
1991 zog er in die Niederlande und startete eine Karriere als Sologitarrist. In Westeuropa entwickelte er seine eigene Art, die Gitarre zu spielen. Sein Bekanntheitsgrad stieg, nachdem er im April 2007 seinen YouTube-Kanal startete.

## Diskografie
- Good times (Happy Guitar Instrumentals, Vol. 1, 2010), gemeinsam mit Julian Anderson, Wonderland Records
- Chunky Strings (2010), Presnyakov Music Productions
- Acoustic Rock Ballad Cover (2011), Presnyakov Music Productions
- Acoustic Pop Ballads (2011), Presnyakov Music Productions
- Iggyfied, Vol. 1 (2013), Presnyakov Music Productions